# Holmbergia tweedii
Holmbergia tweedii är en amarantväxtart som först beskrevs av Horace Bénédict Alfred Moquin-Tandon, och fick sitt nu gällande namn av Carlos Luis Spegazzini. Holmbergia tweedii ingår i släktet Holmbergia och familjen amarantväxter. Inga underarter finns listade i Catalogue of Life.